# Jorge González (zapaśnik)
Jorge Nickford Batis González (ur. 11 marca 1993) – honduraski zapaśnik walczący w obu stylach. Zajął piąte miejsce na mistrzostwach panamerykańskich w 2017. Złoty medalista igrzysk Ameryki Środkowej w 2017 i brązowy w 2013. Trzeci w mistrzostwach panamerykańskich juniorów w 2011 roku